# Popychadło
Popychadło – komedia Jana Szutkiewicza w czterech aktach. Prapremiera odbyła się 27 lutego 1896 w Lublinie.

## Treść
Akcja utworu osadzona jest w środowisku ubogich mieszczan (proletariat brukowy), co stanowiło zabieg nowatorski w polskim teatrze. Główną bohaterką jest Mańka (Maria), córka stróża Jana, który po śmierci pierwszej żony żeni się powtórnie, a wówczas życie Mańki zmienia się diametralnie. Dziewczyna nie może już chodzić do szkoły ludowej, a jest poniewierana przez macochę (Małgorzatę) i zmuszana do najcięższych robót. Hołubiona jest natomiast córka macochy z pierwszego małżeństwa (Klementyna). Bratnią duszą Mańki jest mieszkający po sąsiedzku student, Stanisław Żarowski, który udziela jej ukradkiem lekcji. Gdy macocha zastaje Mańkę w jego pokoju, wpada w gniew i wypędza dziewczynę z domu. Mańka z pomocą Stanisława znajduje schronienie na poddaszu w innej dzielnicy, uczy się krawiectwa i pracuje w magazynach. Pojawiają się kolejne trudności, jednak finalnie Mańka może zawrzeć związek małżeński ze Stanisławem.

## Inscenizacje (wybór)
- Teatr Miejski we Lwowie (1901)[3]
- Teatr Polski "Komedia" w Wilnie (1915)[4]
- Teatr Narodowy w Poznaniu (1922, reż. Kajetan Kopczyński)[3]
- Teatr Popularny w Ogrodzie Patzera w Bydgoszczy (1925)[5]
- Stołeczny Teatr Powszechny w Warszawie (1935)[3]
- Teatr amatorski w Malborku (1948)[6]
- Teatr Dramatyczny Miejskiego Domu Kultury w Kole (2017, reż. Aneta Piorun)[7]